# Engelsche Gat
Het Engelsche Gat, ook wel Engelense Gat genoemd, is een gegraven meer ten noorden van Dieskant en ten oosten van de Henriëttewaard in de gemeente 's-Hertogenbosch. Het is genoemd naar het nabij gelegen dorp Engelen.
Het meer heeft een open verbinding met de Dieze die noordwaarts richting de spuisluizen bij het voormalig fort Crèvecoeur. Dit fort is in gebruik als militair oefenterrein. Op de oever van het meer zijn genie-onderdelen van de landmacht gevestigd. Het is in feite een soort baai, aan drie kanten omsloten door land.